# Kessel (bier)
Kessel is een Belgisch bier. Het wordt gebrouwen door Brouwerij De Vlier te Holsbeek.

## Achtergrond
Brouwerij De Vlier, opgestart door Marc Andries, was aanvankelijk gevestigd te Kessel-Lo, vandaar ook de naam van de bieren. Vanaf september 2008 werd het eerste bier verkocht. In juli 2009 verhuisde de brouwerij reeds naar Holsbeek.
Het bier wordt vermeld bij de Vlaams-Brabantse streekproducten.

## De bieren
Er zijn 2 varianten:
- Kessel Blond is een blond bier van hoge gisting met een alcoholpercentage van 7,5%.
- Kessel 69 is een amberkleurig bier van lage gisting met hergisting in de fles met een alcoholpercentage van 6,9%. Het bier wordt gemaakt voor de Vriendenkring “Mannen van het jaar 1969”. Het alcoholpercentage verwijst eveneens naar de vriendenkring.

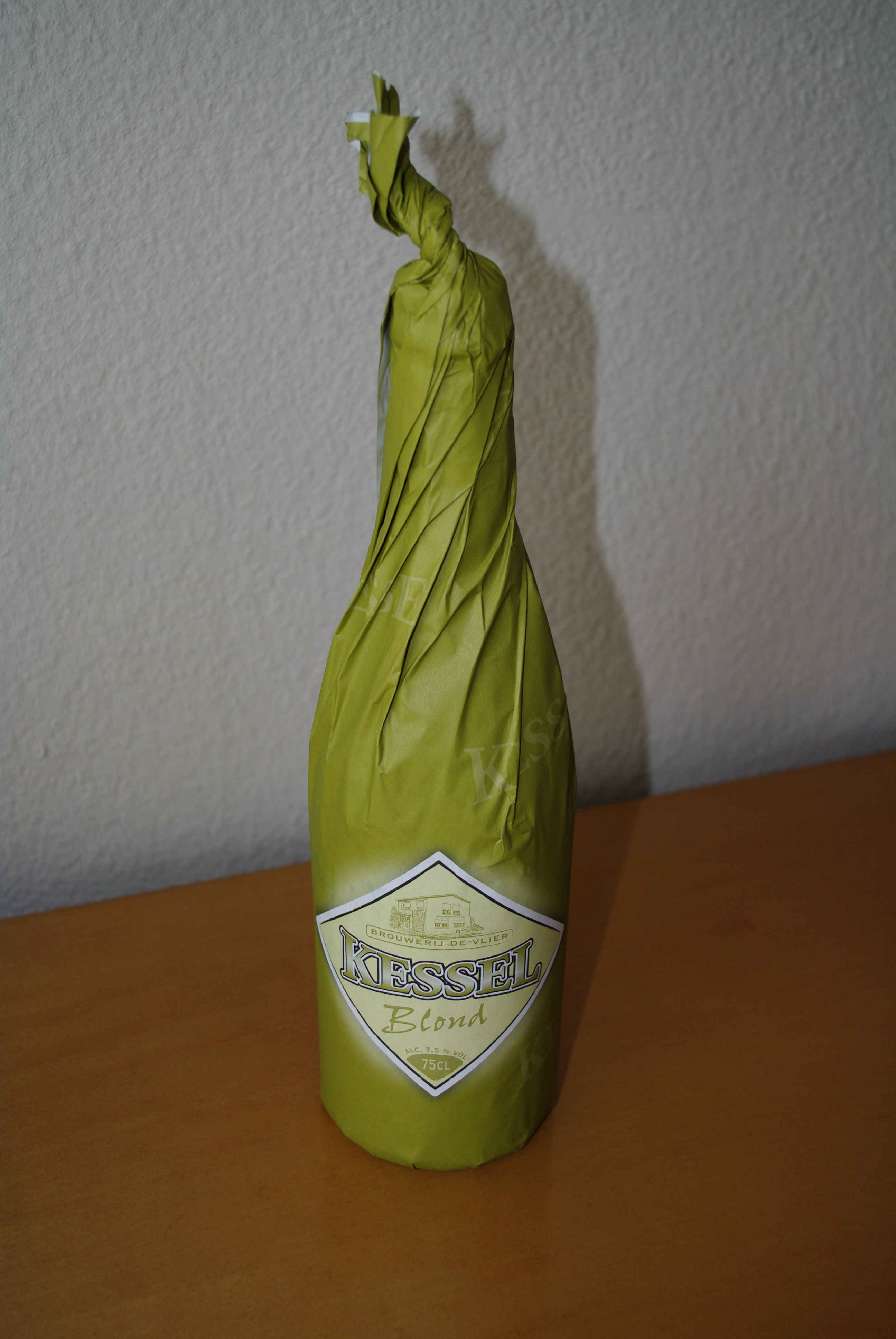
Kessel Blond met vroegere verpakking